# Rinaldo da Concorezzo
Rinaldo da Concorezzo (Milano, 1250 – Argenta, 3 agosto 1321) è stato un arcivescovo cattolico italiano, venerato come beato dalla Chiesa cattolica.

## Biografia
Cappellano della Corte pontificia di Bonifacio VIII, fu poi vescovo di Vicenza (1296-1302), rettore della Romagna e vicario papale a Forlì (1302-1305), dove rischiò di essere ucciso, venendo ferito gravemente e cacciato dalla città.

Infine arcivescovo di Ravenna (a seguito di una contestata elezione nel 1303, si insediò nel 1305).
Fu contemporaneo di Dante, con cui dovette avere dei rapporti nel tempo della sua permanenza a Forlì e a Ravenna. Morirono nel 1321 a distanza di pochi mesi l'uno dall'altro.
È anche ricordato per l'innovativa sentenza con cui concluse il processo nei confronti dei Templari (concilio provinciale di Ravenna del 17-21 giugno 1311). In quanto responsabile del procedimento ai cavalieri dell'Italia settentrionale (Veneto, Lombardia, Romagna ed Istria), sentenziò l'assoluzione piena dei cavalieri imputati, falsamente accusati di aver tradito la religione cristiana per quella musulmana. Rinaldo rigettò come prova processuale le confessioni ottenute sotto tortura. In tale processo pronunciò inoltre una chiara condanna della tortura come strumento di indagine, fatto unico in Europa, sia nel caso specifico del processo ai Templari, sia più genericamente nell'ambito del diritto medievale.
Come riporta lo storico Alain Demurger i Templari imprigionati a Piacenza, Bologna e Faenza furono considerati colpevoli dai due inquisitori domenicani che criticarono il modo in cui Rinaldo da Concorezzo aveva condotto l'inchiesta e il processo. I due si rivolsero direttamente al pontefice Clemente V che era l'unico ad avere la prerogativa di giudicare l'intero Ordine. Clemente scrisse all'arcivescovo di ordinare nuovi interrogatori ma Rinaldo rifiutò. I vescovi di Pisa e di Firenze li riaprirono.
Nel 1313 si ritirò a vivere stabilmente nella rocca di Argenta. Ivi morì, probabilmente, il 3 agosto 1321, un mese prima di Dante Alighieri.
Il suo corpo riposa in uno splendido sarcofago tardo-romano, nella Cappella della Vergine del Sudore nel Duomo di Ravenna. Alcune reliquie sono conservate nel Museo arcivescovile.
Celebrazioni centenarie gli sono state dedicate a Concorezzo nel 1921 e nel 2021.

## Culto
Il nuovo arcivescovo di Ravenna Aimerico da Chaluz nel 1326 radunò nella basilica ursiana quanti ritenevano di avere ricevuto grazie per intercessione dell'arcivescovo Rinaldo e ne fece redigere verbale. Nel 1340 un documento chiama Rinaldo beato, termine allora indistinto da quello di santo. Lo stesso titolo gli è attribuito nei suoi Atti e miracoli, scritti dal francescano Nicolò da Rimini nel 1411. Un messale del 1454 attesta che la sua ricorrenza si celebrava già allora il 18 agosto. Nel 1566 venne effettuata una ricognizione, che trovò il corpo quasi intatto e con una lunga barba, conforme alla sua raffigurazione.
Papa Pio IX il 15 gennaio 1852 approvò il culto per i luoghi dove era venerato.
L'arcivescovo Pasquale Morganti nel 1908 donò reliquie alla chiesa di Concorezzo, ritenuto il suo luogo natale.
Altre reliquie si trovano a Lodi ed a Vicenza, dove pure è commemorato.

## Successione apostolica
La successione apostolica è:
- Vescovo Bonincontro da Fiorano (1313)